# Silvia Gemignani
Silvia Gemignani (Pietrasanta, 2 de setembro de 1972) é uma triatleta profissional italiana. 

## Carreira

### Sydney 2000
Silvia Gemignani disputou os Jogos de Sydney 2000, terminando em 20º lugar com o tempo de 2:05:21.26. 
Em Atenas 2004, terminou em 2:08:56.94 na 21º colocação.